# العلاقات الإكوادورية الليبية
العلاقات الإكوادورية الليبية هي العلاقات الثنائية التي تجمع بين الإكوادور وليبيا.

## مقارنة بين البلدين
هذه مقارنة عامة ومرجعية للدولتين:
| وجه المقارنة                                              | الإكوادور                      | ليبيا                                       |
| --------------------------------------------------------- | ------------------------------ | ------------------------------------------- |
| المساحة (كم2)                                             | 283.56 ألف                     | 1.76 مليون                                  |
| عدد السكان (نسمة)                                         | 16.62 مليون                    | 6.37 مليون                                  |
| الكثافة السكانية (ن./كم²)                                 | 58.61                          | 3.62                                        |
| العاصمة                                                   | كيتو                           | طرابلس                                      |
| اللغة الرسمية                                             | اللغة الإسبانية، كيشوا ‏، شوار ‏ | اللغة العربية، اللغة العربية الفصحى الحديثة |
| العملة                                                    | دولار أمريكي، سوكري إكوادوري   | دينار ليبي                                  |
| الناتج المحلي الإجمالي (بليون دولار)                      | 103.06 مليار                   | 50.98 مليار                                 |
| الناتج المحلي الإجمالي (تعادل القوة الشرائية) بليون دولار | 185.24 مليار                   | 69.32 مليار                                 |
| الناتج المحلي الإجمالي الاسمي للفرد دولار أمريكي          | 6.21 ألف                       |                                             |
| الناتج المحلي الإجمالي للفرد دولار أمريكي                 | 11.37 ألف                      | 15.60 ألف                                   |
| مؤشر التنمية البشرية                                      | 0.746                          | 0.724                                       |
| رمز المكالمات الدولي                                      | +593                           | +218                                        |
| رمز الإنترنت                                              | .ec                            | .ly                                         |
| المنطقة الزمنية                                           | 00                             | ت ع م+02:00، توقيت شرق أوروبا               |

## منظمات دولية مشتركة
يشترك البلدان في عضوية مجموعة من المنظمات الدولية، منها:
| علم المنظمة | اسم المنظمة                        | تاريخ انضمام الإكوادور | تاريخ انضمام ليبيا |
| ----------- | ---------------------------------- | ---------------------- | ------------------ |
|             | مؤسسة التنمية الدولية              | 7 نوفمبر 1961          | 1 أغسطس 1961       |
|             | يونسكو                             | 22 يناير 1947          | 27 يونيو 1953      |
|             | وكالة ضمان الاستثمار متعدد الأطراف | 12 أبريل 1988          | 5 أبريل 1993       |
|             | الأمم المتحدة                      | 21 ديسمبر 1945         | 14 ديسمبر 1955     |
|             | الاتحاد البريدي العالمي            | ?                      | ?                  |
|             | البنك الدولي للإنشاء والتعمير      | 28 ديسمبر 1945         | 17 سبتمبر 1958     |
|             | الاتحاد الدولي للاتصالات           | 17 أبريل 1920          | 3 فبراير 1953      |
|             | منظمة حظر الأسلحة الكيميائية       | ?                      | ?                  |
|             | مؤسسة التمويل الدولية              | 20 يوليو 1956          | 18 سبتمبر 1958     |
|             | منظمة الشرطة الجنائية الدولية      | ?                      | ?                  |

## وصلات خارجية
- موقع وزارة الخارجية الإكوادورية
- موقع وزارة الخارجية الليبية